# Aftrekbare kosten eigen woning
De aftrekbare kosten eigen woning hebben betrekking op de berekening van de inkomsten uit eigen woning in de Wet inkomstenbelasting 2001.

## Aftrekbare kosten eigen woning
De aftrekbare kosten eigen woning bestaan uit:
1. de renten van schulden die behoren tot de eigenwoningschuld[1]
2. de kosten van geldlening die behoren tot de eigenwoningschuld
3. de periodieke betalingen op grond van de rechten van erfpacht, opstal en beklemming, met betrekking tot de eigen woning

### Aflossingseis vanaf jaar 2013
Vanaf het jaar 2013 bestaat er een aflossingeis zijn kosten van de eigen woning voor vanaf dan nieuw af te sluiten hypotheekleningen alleen nog aftrekbaar indien hiervoor annuïtair  of lineair wordt afgeschreven. Kosten en renten van hypothecaire leningen die aflossingsvrij zijn of waarbij pas aan het eind van de looptijd wordt afgelost zijn vanaf dat jaar niet meer aftrekbaar.

### Aftrekbare kosten restschuld vervreemde eigen woning
Bij de verkoop van een eigen woning blijft een restschuld over indien de verkoopprijs van deze woning lager is dan schuld op deze woning (en de kosten van de verkoop van de woning. De renten en kosten van deze restschuld blijven aftrekbaar als aftrekbare kosten eigen woning voor een periode van vijftien jaar na het tijdstip van vervreemding van deze eigen woning. Ook indien de huidige schuld wordt omgezet in een andere schuld blijven deze renten en kosten binnen deze periode jaar aftrekbaar.

### Aftrekbare kosten gedeelde eigen woning bij gezamenlijke bewoning
Indien een woning in het bezit is van twee of meer belastingplichtigen voor wie deze een eigen woning is, zijn de renten en kosten van deze woning ook aftrekbaar. De aftrekbaarheid per belastingplichtige wordt bepaald door hun aandeel in de schulden die zij zijn aangegaan ter verwerving van de woning en door de periodieke betalingen voor zover die op hen drukken.

### Kosten voor verbetering of onderhoud eigen woning
Kosten voor het verbeteren en onderhoud van de eigen woning zijn aftrekbaar voor zover deze met schriftelijke bescheiden zijn te staven. Dit houdt in dat de kosten onderbouwd moeten kunnen worden in het geval de inspecteur hierom verzoekt.

## Maximering van het aftrektarief bij aftrek kosten eigen woning
Het aftrektarief bij de aftrek van kosten voor de eigen woning is gelijk aan dat voor enkele andere aftrekposten, zoals geregeld bij de maximering van het aftrektarief voor bepaalde grondslagverminderende posten.

## Belastingverhogende aftrekpost
Naast de belasting over het belastbaar inkomen is zoals gezegd tevens in de vierde schijf een extra belasting van 3,5% (2020) verschuldigd over de in aftrek gebrachte kosten eigen woning, maar niet over de aftrek wegens geen of geringe eigenwoningschuld. Dit kan tot gevolg hebben dat de aftrek nadelig is, waardoor de vraag opkomt of deze verplicht is. In 2017 stelde de regering dat het aftrekken in dat geval inderdaad verplicht is, en dat bij niet aftrekken een sanctie (in de vorm van een bestuurlijke boete) mogelijk is bij een heffingsbelang voor de Belastingdienst, zoals in dit geval. Wel kan er een keuze zijn ten aanzien van de voorwaarden of feitelijke aflossing van de lening, die de kwalificatie van de schuld (box 1 of box 3) bepaalt. Deze problematiek wordt qua financieel belang enerzijds sterker door het oplopen van het heffingstarief, maar anderzijds minder door de afbouw van de aftrek wegens geen of geringe eigenwoningschuld. Doordat het laatste langer doorloopt doet deze problematiek zich vanaf ca. 2026 niet meer voor.